# Anna Maria Pertl Mozart
Anna Maria Pertl Mozart (25 de dezembro de 1720 – Paris, 3 de julho de 1778) foi casada com Johann Georg Leopold Mozart e com ele teve sete filhos, mas só dois sobreviveram, Wolfgang Amadeus Mozart e a irmã deste, Maria Anna Mozart (Nannerl).

## Sua Vida
Anna Maria Walburga Pertl foi batizada em St. Gilgen, Alemanha, em 25 de dezembro de 1720, filha de Nikolaus Pertl (1667-1724) e Eva Rosina Barbara Altmann (1681-1755), que haviam se casado em 1712. Anna Maria teve duas irmãs: Clara Elisabeth Rosina (n.m.1713) e Maria Rosina Erntrudis (1719-28).
Após a morte de Nikolaus Pertl em 1724, Eva Rosina e suas duas filhas sobreviventes se mudaram para Salzburgo. Lá Anna Maria conheceu o compositor e violinista Leopold Mozart e casou-se com ele em 21 de novembro de 1747 - provavelmente contra os desejos de sua sogra Anna Maria Sulzer Mozart (1696-1766), que, até onde se sabe, nunca manteve contato com o casal.
"O mais belo casal de Salzburgo" teve sete filhos: Johann Leopold Joachim (1748-49), Maria Anna Cordula (n.m.1749), Maria Nepomucena Walpurgis (n.m.1750), Maria Anna Walburga Ignatia, "Nannerl" (1751-1829), Johann Karl Amadeus (1752-53), Maria Crescentia Franziska de Paula (n.m.1754) e Johann Chrisostomus Wolfgang Amadeus, "Wolferl" (1756-91).
Apesar de Anna Maria ter sido mãe de um compositor tão famoso, pouquíssimo se sabe sobre sua vida e sobre seu relacionamento com o filho. Podemos apenas imaginar o quanto ela deve ter ficado maravilhada e lisonjeada ao entrar com seus filhos-prodígio nas cortes de Luis XV, George III e Maria Theresia, tendo mesmo a honra de conversar em particular com esta última.
Tendo ficado em casa durante as viagens após 1768, Anna Maria voltou a viajar com o filho em 1777, quando ele ia procurar emprego no sul da Alemanha e em Paris. Leopold não tinha sido permitido pelo Arcebispo a acompanhar o filho, portanto ele escolheu sua esposa para tomar conta das coisas do filho. Essa seria a última vez que Leopold e Nannerl veriam Anna Maria.
Quanto à viagem à capital francesa, ela mesma se mostrava tão relutante quanto o filho. A saúde de Anna Maria estava se deteriorando e sua carta ao marido em 12 de junho revela que teve de fazer uma sangria, e que por isso não podia escrever muito.
Após curta doença, Anna Maria Mozart faleceu em 3 de julho de 1778, tendo perto de si o filho. Ela foi sepultada no dia seguinte, no cemitério da paróquia de Saint-Eustache, Paris.